# Asclepias incarnata
Espèce
Classification APG II (2003)
Asclepias incarnata, communément appelée Asclépiade rouge, Asclépiade incarnate et Asclépiade des marais, est une espèce de plante herbacée vivace du genre Asclepias native d'Amérique du Nord. 

## Description
L'Asclépiade incarnate est une plante herbacée pérenne qui pousse en bosquets de 100 à 150 cm de haut. Au printemps, la tige se développe à partir d'épaisses racines blanches. Les feuilles opposées lancéolées font de 7,5 à 15 cm de long pour 1 à 4 cm de large. Elle se distingue de l'Asclépiade commune par ses feuilles plus étroites et ses follicules plus longs, étroits et lisses. 
Les fleurs pentamères sont roses à mauve, parfois blanches, disposées en ombelles et très parfumées. La floraison se déroule de juillet à août. Après la floraison, la plante produit des follicules verta lancéolés d'une longueur qui atteint 12 cm. Une fois à maturité, les fruits déhiscents libèrent des dizaines de graines aplaties auxquelles une touffe de soies est attachée.

## Habitat
L'Asclépiade incarnate est associée aux sols humides et aux milieux ouverts à partiellement ombragés. On la retrouve principalement dans les milieux humides tels que les marais, les fossés, les bords de cours d'eau et des lacs. 

## Répartition
Cette plante est présente à l'Est du Canada, du Manitoba aux provinces maritimes, et dans la plupart des États des États-Unis.

## Écologie
Comme les autres espèces du genre Asclepias, l'Asclépiade incarnate est une plante-hôte du papillon monarque (Danaus plexippus), dont la chenille se nourrit des feuilles et autres parties de la plante. De plus, ses fleurs nectarifères et parfumées attirent de nombreuses espèces de pollinisateurs. Toutes les parties de la plantes contiennent un latex composé, notamment, de cardénolides, des molécules toxiques qui repoussent les herbivores.

## Cultivars
Il existe des cultivars de l'Asclépiade incarnate dont la couleur des fleurs varie du mauve au blanc.